# فعل ربط
فعل الربط ويسمى كذلك بالفعل الربطي والفعل الإسنادي، هو الفعل الذي في يربط المسند إليه بالمسند في جملة إسنادية.